# Опочтли
Опочтли (исп. Opochtli, Opuchtli) — в мифологии ацтеков и чичимеков бог-покровитель рыболовства, охоты и ловли птиц силками.

## Мифология
Относился к группе богов дождя; согласно Бернардино де Саагуну, считался одним из воплощений Тлалока. Считался также мужем богини соли Уиштосиуатль. По одной из версий его имя означает «Леворукий» (ср. Уицилопочтли); по другой — «Тот, кто разделяет воды».
В ранний период истории ацтеков Опочтли, вероятно, был весьма почитаемым божеством, так как водоёмы и болотные заросли предоставляли людям большую часть пищи. Особенно почитался в южной части долины Мехико, в Уицилопочко. Этому богу приписывалось изобретение рыболовной сети, трёхзубой остроги (minacachalli; с её помощью добывали как рыбу, так и птицу), копьеметалки-атлатль, лодочного весла и силков для ловли птицы.
На празднике, посвящённом Опочтли, разбрасывались зёрна маиса, символизирующие градины.
Во «Флорентийском кодексе» Опочтли изображён в виде мужчины, полностью покрытого чёрной краской, с головой, украшенной убором (бумажной короной) в форме зелёного цветка и плюмажем из белых перьев цапли, который увенчан двумя зелёными перьями кетцаля. На нём зелёные набедренная повязка и перевязь и белые сандалии. В левой руке он держит зелёный жезл (chicahuaztli), идентифицируемый также как атлатль; в правой — красный щит с белым цветком в центре, описываемый Бернардино де Саагуном во «Всеобщей истории событий в Новой Испании», как белый цветок с четырьмя лепестками, которые образуют крест, между этими лепестками выходят четыре заострённых луча, которые также являются лепестками. Преобладание в одеянии зелёного цвета характеризует Опочтли как божество, связанное с водой.
Франсиско Хавьер Клавихеро идентифицировал с Опочтли бога Амимитля, который, возможно, воплощал одно из рыболовных орудий, ассоцирующихся с Опочтли, — гарпун. Другим воплощением Опочтли мог быть бог Атлауа («повелитель атлатля»).